# (33858) 2000 HG78
2000 HG78 (asteroide 33858) é um asteroide da cintura principal. Possui uma excentricidade de 0.08509420 e uma inclinação de 14.91272º.
Este asteroide foi descoberto no dia 28 de abril de 2000 por LINEAR em Socorro.